# Numa (acteur)
Pour les articles homonymes, voir Numa.
Numa-Polydore Haëring, dit Numa, est un acteur français né à Vincennes le 25 avril 1800 et mort à Sarcelles le 29 septembre 1869.
Il est le père de l'acteur Charles Sauvage dit Charles Numa (1850-1888) et le grand-père de l'acteur Paul Haëring dit Paul Numa, de la Comédie-Française (1865-1953).

## Biographie
Fils d'un tailleur d'origine alsacienne, Numa Haëring fait ses études au lycée Charlemagne puis entre à l'Ecole de Médecine de Paris. C'est pendant ses études médicales qu'il va rencontrer l'actrice Jeanne Marie Pierson (1790-1877) qui lui donne le goût du théâtre et qu'il épouse en mars 1821. Il abandonne alors la Faculté pour se lancer lui aussi dans une carrière d'acteur. Il devient le père de Paul-Marie-Daniel Haëring né en 1824 (futur père de l'acteur Paul Numa) et de Christophe-Emile Haëring (1833-1894) qui lui aussi fera une petite carrière au théâtre sous le nom d'Emile Numa avant de devenir photographe.
De sa liaison avec la comédienne Eugénie Sauvage (1810-1898), il a un fils Charles-Numa Sauvage (1850-1888) qui fera également carrière au théâtre sous le nom de Charles Numa.

## Carrière
- 1837 : Sans nom ! ou Drames et Romans d'Emmanuel Théaulon et Edmond de Biéville, Théâtre du Gymnase
- 1838 : Un ange au sixième étage de Stephen Arnoult et Emmanuel Théaulon, Théâtre du Gymnase
- 1840 : Bocquet père et fils ou le Chemin le plus long d'Eugène Labiche, Marc-Michel et Paul Laurencin[3], Théâtre du Gymnase
- 1848 : À bas la famille ou les Banquets d'Eugène Labiche et Auguste Lefranc, Théâtre du Gymnase
- 1850 : Les Petits Moyens d'Eugène Labiche, Gustave Lemoine[4] (1802-1885) et Adrien Decourcelle, Théâtre du Gymnase
- 1852 : Deux gouttes d'eau d'Eugène Labiche et Anicet Bourgeois, Théâtre des Variétés
- 1853 : Un ami acharné d'Eugène Labiche et Alphonse Jolly, Théâtre des Variétés
- 1853 : On dira des bêtises d'Eugène Labiche, Alain Delacour et Raymond Deslandes, Théâtre des Variétés
- 1853 : Un notaire à marier d'Eugène Labiche, Marc-Michel et Arthur de Beauplan, Théâtre des Variétés
- 1856 : Les Cheveux de ma femme d'Eugène Labiche et Léon Battu, Théâtre des Variétés
- 1857 : Un gendre en surveillance d'Eugène Labiche et Marc-Michel, Théâtre du Gymnase
- 1861 : Le Mystère de la rue Rousselet d'Eugène Labiche et Marc-Michel, Théâtre du Vaudeville
- 1862 : Les Petits Oiseaux d'Eugène Labiche et Alain Delacour, Théâtre du Vaudeville

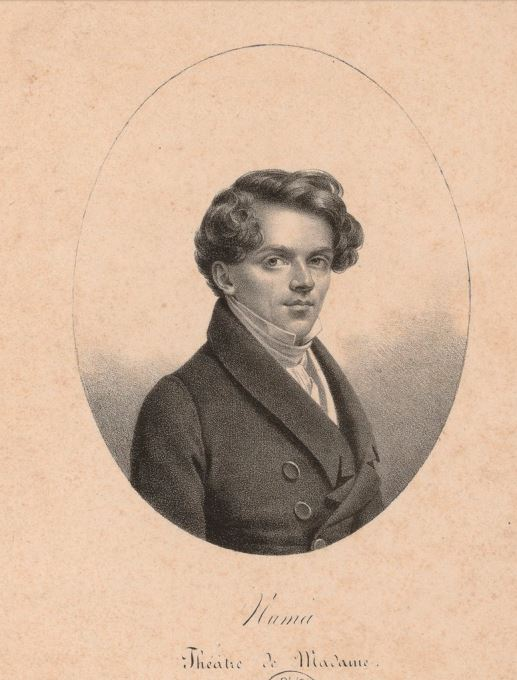
Numa en 1838
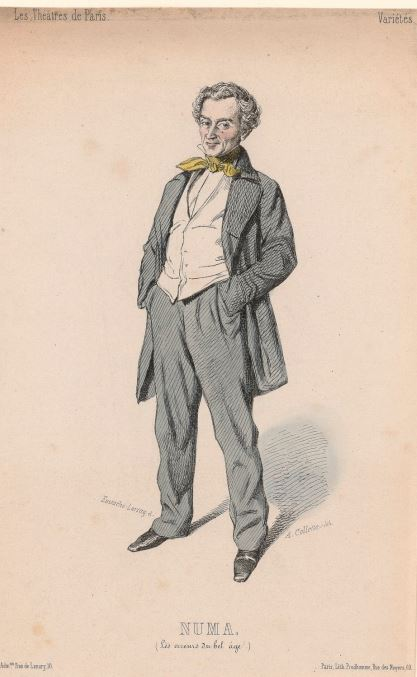
Numa dans Les erreurs du bel âge (Théâtre de Paris)